# Billy Hamilton (beisbolista)
William Robert Hamilton (Newark, Nueva Jersey, 15 de febrero de 1866-Worcester, Massachusetts, 16 de diciembre de 1940), más conocido como Billy Hamilton, fue un jugador profesional estadounidense de béisbol que se desempeñó en la posición de jardinero central en las Grandes Ligas de Béisbol (MLB). Es miembro del Salón de la Fama del Béisbol.

## Carrera
Hamilton jugó como profesional dos temporadas en Kansas City Cowboys (1888-1889), después pasó a Philadelphia Phillies (1890-1895), luego a Atlanta Braves, donde jugó seis temporadas (1896-1901), y fue el equipo en el que se retiró.

## Reconocimiento
En 1961, ingresó como miembro al Salón de la Fama del Béisbol.